# Flakturm

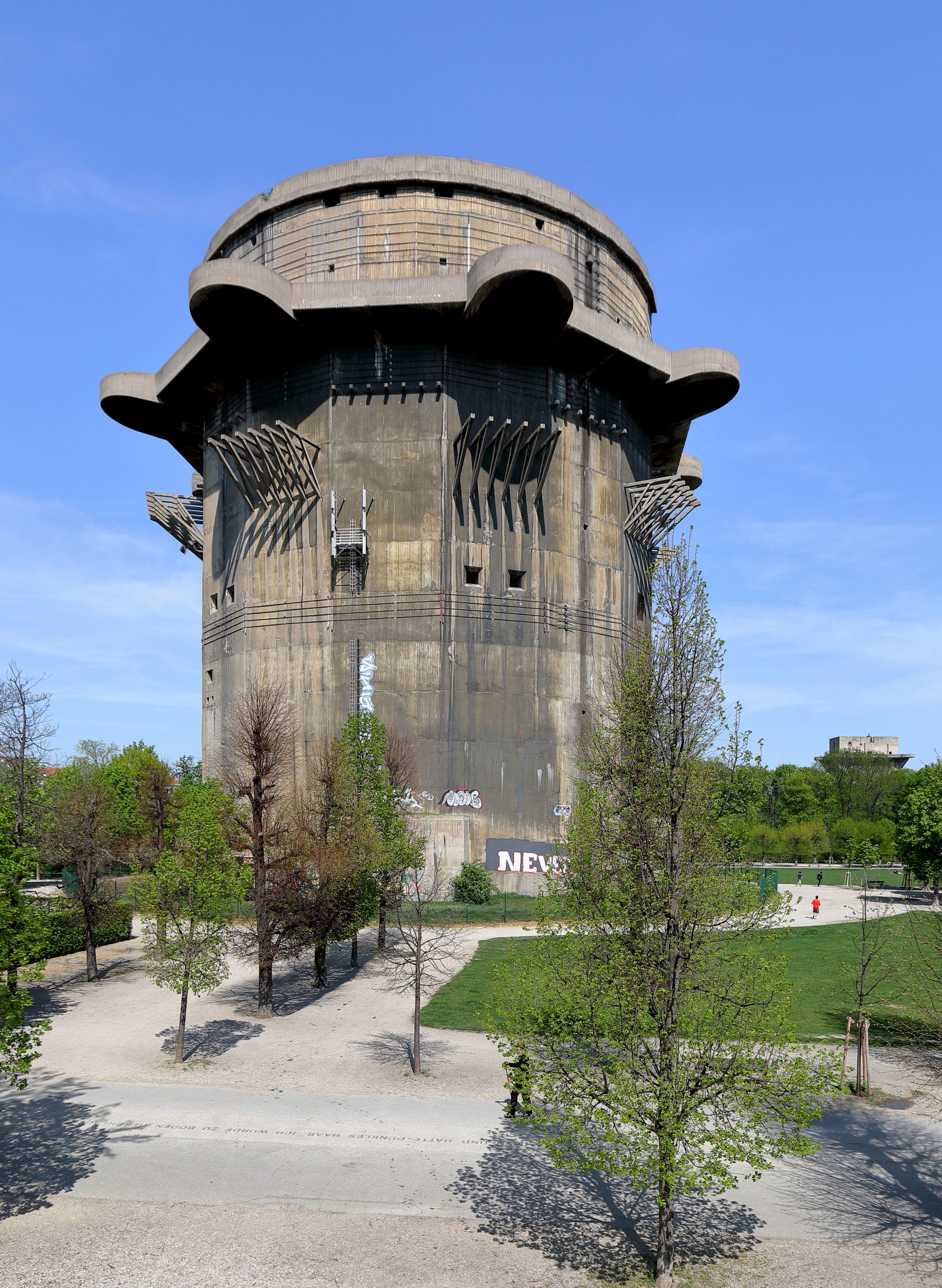
Gefechtsturm im Wiener Augarten und rechts hinten der Leitturm

Als Flaktürme werden sechzehn Hochbunker bezeichnet, die während des Zweiten Weltkriegs in Berlin, Hamburg und Wien für Flugabwehrkanonen (Flak) und deren Feuerleitanlagen errichtet und auch als Schutzräume genutzt wurden. Vergleichbare Bauwerke in Großstädten anderer Länder existieren nicht.

## Bau
Acht Flakturmpaare wurden im Rahmen des Luftkriegs errichtet, um den Überflug oder Angriff gegnerischer Bomberverbände zu erschweren. Entworfen wurden die Türme vom Schweriner Stadtplaner und Brückenbauer Friedrich Tamms, der nach dem Krieg Stadtplaner in Düsseldorf wurde. Neben der Funktion als Flakstellung befanden sich in den Türmen große Schutzräume für bis zu 30.000 Personen. Außerdem beherbergten sie viele Kunst- und Kulturschätze, wie beispielsweise der Zoobunker einige Teile des Pergamonaltars, um sie vor der Zerstörung zu bewahren. 
Die Berliner Flaktürme wurden nach dem Krieg zum Großteil gesprengt, die Hamburger Flaktürme umgestaltet. Nur die Wiener Flaktürme sind praktisch unverändert geblieben, da ein Abriss bzw. Sprengung aufgrund der unmittelbaren Nähe zu Wohnhäusern seinerzeit nicht möglich war und heute aus Denkmalschutzgründen nicht mehr beabsichtigt wird.

## Bedeutung

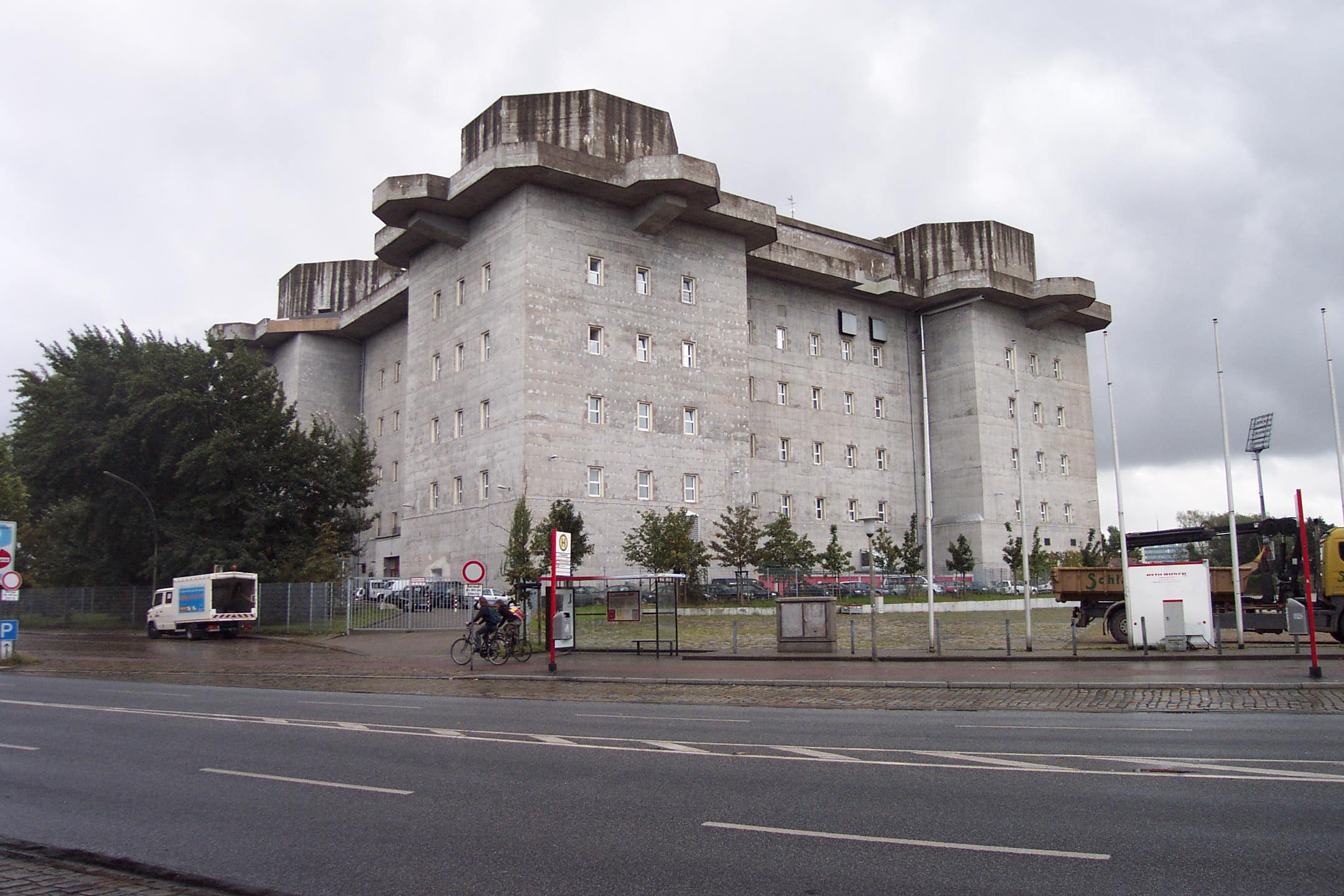
Gefechtsturm auf dem Heiligengeistfeld in Hamburg (vor der 2024 fertiggestellten Aufstockung)

Hauptzweck der Türme mit den bis zu 3,5 m starken Wänden und Decken aus Stahlbeton war es, eine hochgelegene Plattform für die 12,8-cm-Flak 40 und den 12,8-cm-Flak-Zwilling 40 (den sogenannten „Zwölf-Acht-Zwilling“) zu schaffen, die sonst aufgrund des Gasdruckes beim Abfeuern in dicht bebautem Gebiet nicht eingesetzt werden konnten. Die Feuerkraft der Hauptgeschütze war zwar durch die erhöhte Platzierung nicht größer als bei Aufstellung zu ebener Erde, aber die Waffen konnten so ihre maximale horizontale Schussweite von 20,9 km gänzlich ausnutzen. Die im Schrägschuss maximal erreichbare Höhe betrug 14,8 km.
Der größte Nutzen der Türme war ihre robuste Bauart, die der Zivilbevölkerung Schutz bei Luftangriffen bot, sowie die Möglichkeit der sicheren Aufbewahrung wertvoller Kunst- und Kulturschätze. Jeder Turm besaß ein eigenes Notstromaggregat und eine autonome Wasserversorgung durch Tiefbrunnen.
Als die Luftangriffe auf Städte des Deutschen Reiches zunahmen, nutzte die NS-Propaganda Bilder von den Türmen z. B. in Wochenschauberichten als Symbole für eine starke Verteidigung.
Die Konstrukteure waren sich bewusst, dass die Flaktürme nach dem Krieg nicht ohne weiteres entfernt werden könnten, weshalb eine Verkleidung der Türme im klassischen Stil geplant war; so sollten sie sich in das Stadtbild wie antike Festungen integrieren. Nur aus diesem Grund wurden auch Fensteröffnungen mit verschließbaren Stahlläden eingebaut, die im Kriegseinsatz eher Schwachstellen bildeten.
Während der Schlacht um Berlin im April/Mai 1945 erwiesen sich die Flaktürme als starke Hindernisse für die anrückende Rote Armee: Die Geschütze bekämpften auch die sowjetischen Panzer. Seit dem 26. April 1945 blieb die (sowjetische) 3. Stoßarmee vor dem Flakturm Humboldthain, die 5. Stoßarmee vor dem Flakturm Friedrichshain und die 28. Armee mit der 2. Gardepanzerarmee vor dem Flakturm Zoo liegen; nur die 8. Gardearmee mit der 3. Gardepanzerarmee vermochte zwischen den Türmen am Zoo und im Friedrichshain in das Stadtzentrum Berlins einzudringen. Erst mit dem Ende der Kämpfe in Berlin am 2. Mai 1945 stellten die Berliner Flaktürme das Feuer ein.

## Bauarten
Flaktürme wurden immer in Paaren gebaut, einem G(eschütz)-Turm und einem L(eit)-Turm, wobei der G-Turm die vier Hauptgeschütze beherbergte und der L-Turm in einiger Entfernung die Feuerleitung übernahm. Die Türme waren untereinander verkabelt. Die Türme im Volkspark Humboldthain zum Beispiel verband ein Kabelkanal, der 1,5 m im Durchmesser maß und am Kriegsende als Fluchttunnel genutzt wurde.
Die vier Primärwaffen waren 12,8-cm-Zwillingsflak-Geschütze, auf den Stellungen waren zeitweise 3,7-cm-Flak, ab 1944 2-cm-Flak im Einsatz. Auch eine Stationierung des Radarsystems Würzburg-Riese war möglich. Bei der 3. Bauart waren die Hauptgeschütze derart nahe beieinander angeordnet, dass diese mittels Panzerkuppeln geschützt wurden.

### Gefechtsturm
| Klasse   | Länge [m] | Breite [m] | Höhe 1 [m] | Wandstärke [m] | Deckenstärke [m] | Bild |
| -------- | --------- | ---------- | ---------- | -------------- | ---------------- | ---- |
| Bauart 1 | 75        | 75         | 39         | 3,5            | 5                |      |
| Bauart 2 | 57        | 57         | 42         | 2              | 3,5              |      |
| Bauart 3 | 43        | 43         | 55         | 2,5            | 3,5              |      |

Die Gefechtstürme waren die Träger der vier 12,8-cm-Flak-Zwillingskanonen. Bei Türmen der Bauart I bestand noch die Möglichkeit, im Zentrum der Geschütze einen Feuerleitstand zu errichten, für den Fall, dass der Feuerleitturm ausfallen sollte. Die Gefechtstürme sind größer und massiver als die Leittürme, bei Bauart III unterscheiden sie sich am gravierendsten. Schwalbennester auf einer niederen Plattform wurden mit der kleineren 2-cm-Flak bestückt, um den Turm gegen besonders nahe und tief fliegende Maschinen zu verteidigen.

### Leitturm

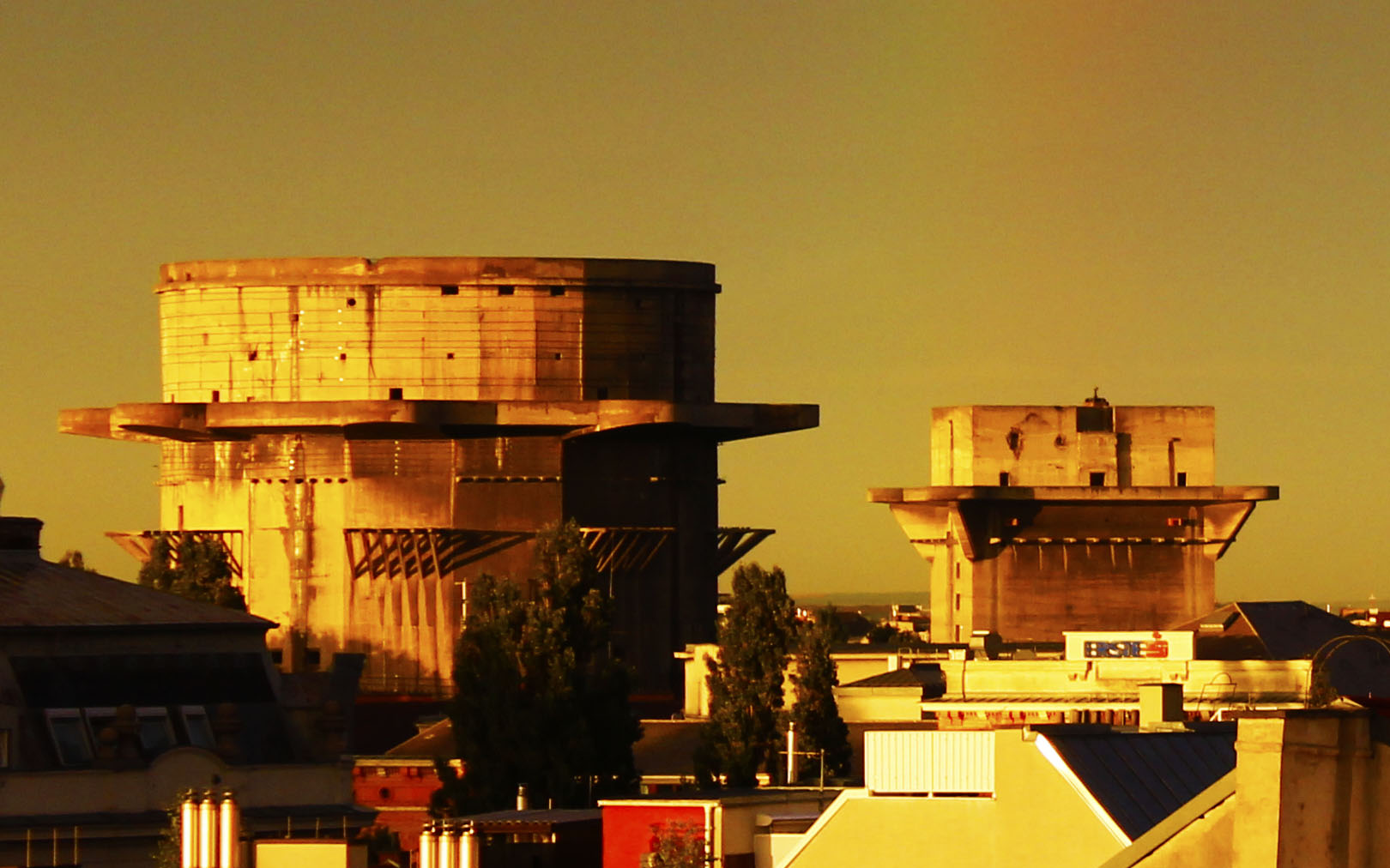
G-Turm (vorne) und L-Turm (hinten) Paar VII, Wien, Augarten

Die Feuerleittürme enthielten die erforderlichen technischen Anlagen zur Ermittlung der Schusswerte (Richtung und Höhe bzw. Entfernung). Zur Erfassung feindlicher Flugzeuge waren auf dem Dach große Radargeräte vom Typ „Würzburg-Riese“ aufgestellt, die laufend die Höhen- und Seitenrichtwerte ermittelten, welche dann in der „Umwertung“ im Innern des Bunkers von speziellen Analogrechnern („Kommandogeräten“) aufbereitet und elektrisch an die schweren Batterien auf dem Gefechtsturm übertragen wurden. Die Bauform der Leittürme ist von Bauart 1 bis 3 etwa gleich, sie sind jedoch deutlich schmaler als die entsprechenden Gefechtstürme. Anders als diese waren die Leittürme auch meist nur mit einigen 2-cm-Flugabwehrkanonen in „Schwalbennestern“ zur Selbstverteidigung bestückt.

## Alternative Nutzungen
Da die Flaktürme in Hamburg und Wien nach 1945 nicht gesprengt werden konnten, wurden sie teilweise anderen Verwendungszwecken zugeführt.
Der Leitturm in Wien-Mariahilf (Esterházypark) wurde um 1950 zur Außenstelle der Volkshochschule
Wien-West und auf der Galerie in etwa 50 m Höhe eine Beobachtungsstation des Astronomischen Vereins eingerichtet. Dort fanden durch Initiative von Hermann Mucke periodische Sternführungen statt, während für Sonnenbeobachtungen ein Heliostat für die Projektion der Sonnenscheibe ins Innere installiert wurde.
Nach einem großen Umbau in den 1970er Jahren bezog das Haus des Meeres hier seinen Standort, das heute auf über 5000 m² in mehreren Stockwerken über 10.000 größere Tiere und zahlreiche Kleinfische beheimatet. Die ersten zwei Stockwerke wurden schon 1965 für 40 Schaubecken umgewidmet. Seit Juli 2010 umfasst das Haus des Meeres alle neun Stockwerke und die Dachterrasse, wo es seither ein Restaurant gibt.

Auch äußerlich kamen einige Zubauten dazu – etwa auf der Südseite des Flakturms eine über 50 Meter hohe Freiluft-Kletterwand.
In Hamburg wurde nach dem Krieg der Gefechtsturm vom Flakturm IV auf dem Heiligengeistfeld als Notunterkunft genutzt und 1990 zu einem Medienzentrum umgestaltet. Zwischen 2019 und 2024 wurde er um fünf Stockwerke mit einer Höhe von rund 20 Metern aufgestockt, begrünt und mit einem außen am Gebäude montierten, 550 Meter langen Bergpfad versehen, der zu einem 1.400 Quadratmeter großen öffentlich zugänglichen Stadtgarten führt. 

Astronomische Beobachtungen auf dem Leitturm vom Flakturm V in Wien, um 1960. Rechts der Stephansdom.
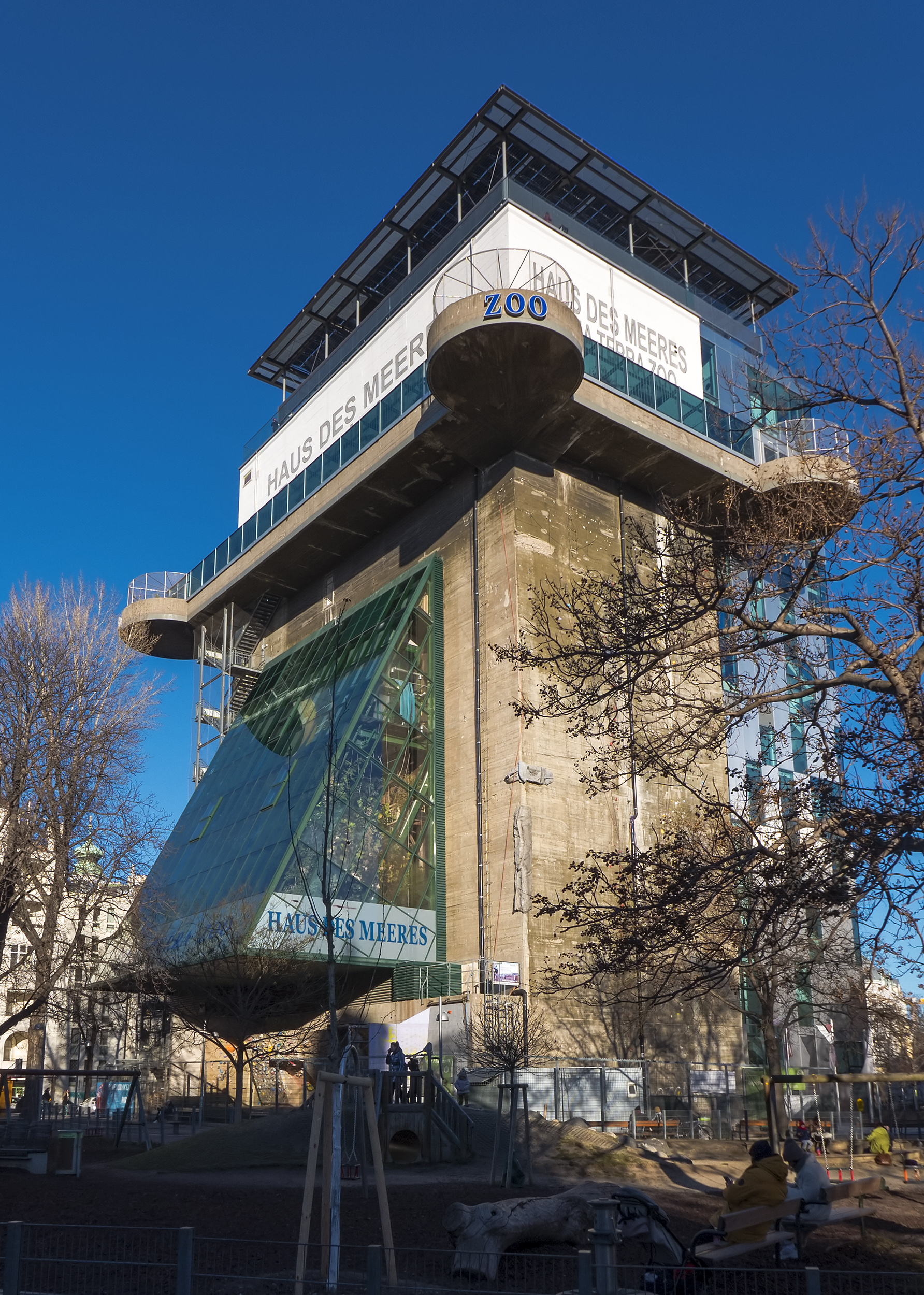
Haus des Meeres im Leitturm vom Flakturm V in Wien, 2022.

## Flaktürme
| Name          | Standort                                        | Bauart | Fertigstellung | jetziger Zustand / Nutzung | Bild |
| ------------- | ----------------------------------------------- | ------ | -------------- | --- | ---- |
| Flakturm I    | Berlin-Tiergarten, Großer Tiergarten            | 1      | April 1941     | 30. August 1947, 4. September 1947, Juni 1948 gesprengt und rückgebaut                                                                                     |      |
| Flakturm II   | Berlin-Friedrichshain, Volkspark Friedrichshain | 1      | Oktober 1941   | 20. April, 2. Mai 1946 gesprengt und überdeckt |      |
| Flakturm III  | Berlin-Gesundbrunnen, Volkspark Humboldthain    | 1      | April 1942     | 28. Februar 1948 teilweise gesprengt, heute Aussichtsplattform, Kletterwand, Museum                                                                        |      |
| Flakturm IV   | Hamburg-St. Pauli, Heiligengeistfeld            | 1      | Oktober 1942   | G-Turm: 2019–2024 Aufstockung um fünf Stockwerke, seither Grüner Bunker, L-Turm: Anfang der 1950er Jahre Nutzung durch NWDR-Fernsehen, 1973/74 abgetragen  |      |
| Flakturm V    | Wien, Stiftskaserne / Esterházypark             | 3      | Juli 1944      | G-Turm: Bundesheer, L-Turm: Haus des Meeres, Kletterwand, Foltermuseum                                                                                     |      |
| Flakturm VI   | Hamburg-Wilhelmsburg                            | 2      | Oktober 1943   | G-Turm: 17. Oktober 1947 durch Sprengung innen stark beschädigt, 2010–2013 umgebaut zum „Energiebunker“, L-Turm: 10. Oktober 1947 gesprengt und abgetragen |      |
| Flakturm VII  | Wien, Augarten                                  | 3      | Januar 1945    | G-Turm bei unbeabsichtigter Munitionsexplosion 1946 im Inneren beschädigt, beide ungenutzt                                                                 |      |
| Flakturm VIII | Wien, Arenbergpark                              | 2      | Oktober 1943   | G-Turm: Depot des Museum für angewandte Kunst (MAK), L-Turm: gelegentliche Ausstellungen und Führungen, Rechenzentrum (geplant ab 2014)                    |      |

Andere, meist im Volksmund als Flakturm benannte, Bauwerke:
- Hochbunker von Trier
- Bunker in der Wiener Gerichtsgasse